# 污染物
污染物是指直接或间接损害环境或人类健康的物质，污染物有自然界产生的，如火山爆发、森林大火产生的烟尘；也有人类活动产生的，环境科学主要研究和关注人类活动产生的污染物。
污染物是在特定的环境中，达到一定的浓度或数量，持续一定的时间的某些环境不需要的物质。并不一定是有毒物质。例如氮和磷本来是植物必须的营养元素，但当在水体中达到一定的浓度，持续一定的时间而不能被稀释，就会成为水体富营养化的主要元凶，使有害藻类迅速繁殖，鱼类等水生动物会因为缺氧而窒息死亡。
如重金属本来在自然界中也存在一定丰度，但如果因为人类活动，是某一地点的重金属浓度极大地增加，就会使当地的人类、动物和植物中毒。有的重金属如汞本来不会被动植物吸收，但排放到自然界后，在一定的条件下会被微生物转化成可溶性的甲基汞，会被鱼虾吸收，并通过食物链在吃鱼的动物和人类体内积累，造成神经性疾病。

## 污染物分类
按照污染物污染的环境，可以分为：
- 大气污染物
- 水体污染物
- 土壤污染物
- 室内污染物

按照污染物形态分为：
- 气体污染物
- 液体污染物
- 固体废弃物

按照污染物的性质分为：
- 化学污染物
  - 有机污染物
  - 无机污染物
- 物理污染物
  - 噪声
  - 放射性污染物
  - 微波辐射
  - 光污染
  - 热污染
- 生物污染物
  - 致病菌
  - 恶臭